# REBIRTH (T-SQUAREのアルバム)
『REBIRTH』（リバース）は、T-SQUAREの43枚目のアルバム。 
2017年4月26日にリリース。 

## 解説
スクェア43枚目のオリジナルアルバム。
本作は躍動感や爽快さを前面に押し出し、バラードがなくアップテンポの曲のみで構成されたアルバム。「かっこ良くて、楽しくて、刺激的で、新しい！」のキャッチコピーでプロモーションが行われた。
本作は、「〜ちょっと大人な T-SQUARE in 軽井沢 2016〜アコースティック スペシャルコンサート」より「Midnight Lover」「TRUTH」「Teasin'」の3曲を収録したDVDが付属。初回盤のみ三方背BOXパッケージで応募はがき封入。
「33」以来、10年振りにメンバー4人がジャケット写真に登場している。

## 収録曲
1. REBIRTH - 坂東慧作曲
2. 彼方へ - 坂東慧作曲
3. SPLASH BROTHERS - 河野啓三作曲
4. LITTLE VIOLET - 安藤正容作曲
5. NOTHING I CAN SAY - 河野啓三作曲
6. SEASON OF GOLD - 安藤正容作曲
7. TRIP! - 坂東慧作曲
8. DROPS OF HAPPINESS - 坂東慧作曲
9. CHANGE BY CHANGE - 河野啓三作曲

## ミュージシャン
- T-SQUARE
  - 安藤正容 - Guitars
  - 伊東たけし - Alto Sax, EWI
  - 河野啓三 - Acoustic Piano, Keyboards
  - 坂東慧 - Drums

- Special Support
  - 田中晋吾 - Bass